# Ахемениди
Ахемениди су били једна од династија древног Ахеменидског царства. На врхунцу своје моћи, око 500. п. н. е., Ахеменидски владари Персије су држали територије који се данас налазе под Ираном, Ираком, Јерменијом, Авганистаном, Турском, Бугарском, Грчком, Египтом, Сиријом, Индијом/Пакистаном, Јорданом, Израелом/Палестином, Либаном, Арабијом и Либијом.
Прво познато помињање Ахемена, наводно првог у низу Ахеменида (по коме династија и носи име) у историји појављује се од стране Дарија Великог, који га помиње као предака Кира Великог, и зачетника целе династије. Верује се да је Ахемен дошао на власт 648. п. н. е. У два наврата Ахемениди су владали и Египтом где се помињу као двадесет седма и тридесет прва династија. Последњи Ахеменидски краљ је био Дарија III, кога је коначно победио Александар Македонски 330. п. н. е.
Ахемениди су вероватно први владари који су се наметнули целој Персији после Заратустрине смрти, и већина њих су подредили своју владавину двема својствима која су део заратустранске поруке: то су ред, у правди човечјој од свега што је до тада виђено у античком свету и безмало догматска потврда важности истине спрам свих облика лажи. Религија Ахеменида, међутим, сачувала је и поприличан број одлика натуралистичког пантеона сазданог још у древној цивилизацији бакарног доба.
Међу Ахеменидима, крупне фигуре Кира Великог II. (601. п. н. е. - 530. п. н. е.) и Дарија I. (549. п. н. е. - 486. п. н. е.) носе ореол моралног достојанства и славе коју су Грци узносили толико, да је Ксенофонт од Кира направио јунака своје Киропедије. Кир, први „Краљ краљева“ био је победник Креза, Астијага и ослободилац Вавилона, краљ који се у Јеврејским веровањима помиње као Помазаник Господњи и Месија Јахвеов, што је можда изазвано чињеницом да их је он ослободио вавилонског ропства.
Питање је да ли су Ахемениди и пре Ксеркса били зороастрејци у правом смислу речи јер се нису директно позивали на Заратустру. Кир и Дарије се помињу као изузетно племенити владари (племенитост душе је Заратустра захтевао од ашавана, служитеља божанског поретка, „несебичних бораца за мудрост и светлост Ахура Мазде“.) што представља, ако је тачно, корениту промену у односу на дотадашњег типичног аутократског монарха, чија се снага изравнавала са снагом богова уз које би владар наводно боравио после смрти. У сваком случају сигурно је да је прекретница у то доба извршена према нешто хуманијем облику владавине.
Међу источњачким народима, Хетитима, Асиро-Вавилонцима и Јеврејима, код којих самилост и трпељивост нису биле религијски пожељне особине или су се доводиле у везу са слабошћу, Ахемениди су се издвојили прихватајући те и сличне особине као врлине којих се треба поносити. Посебно је та врлина уочљива у њиховом поступању с пораженим непријатељима и према њиховим култовима. Наиме, Ахемениди су се одликовали толико неуобичајеном благошћу према непријатељима да су им се ови понекад и дивили. (Пример уобичајеног поступања других народа према непријатељима у то време је да су нпр. поражени краљеви морали да вуку краљевска кола носећи на леђима одрубљену главу једног свог земљака, или су затварани у кавезима са псима, како би били показивани у јавности и вређани од целог народа). Такође су били били поборници дотад невиђене религијске трпељивости према култовима покорених народа.
У целом старом веку Кир је вероватно био најчовечнији од свих победника, а свој ванредни углед засновао је на својој великодушности, показујући да он трпељивост и опраштање прихвата као знаке моралне снаге, а не слабости. Тако је, спасивши Креза, богатог краља Лидије, који га је напао, направио од њега једног од својих најближих саветника, а такође је и са свргнутим краљем Астијагом, својим свирепим дедом по мајци, поступио с племенитошћу која се нипошто не би очекивала од вазала који се свети. Својим војницима није допуштао да пљачкају освојене градове, и да по обичају, са земљом сравњују храмове и кипове, већ је често водио политику измирења народа, поштујући туђе култове.
Ахеменидска Персија слободно је понудила Јеврејима своју високу заштиту, 
Од првих Ахеменида па до краја сасанидске империје, тј. око 12 векова, главна религија Персије је маздаизам, иако су значајни и други култови, као нпр. Митре и Анахите. Зерванизам, који је поставио Ахура Мазду и Ахримана у строги дуализам, се врло брзо наметнуо уз изворни зороастризам, тако да је понекад тешко извитоперавао његову космологију. У расправама око тога да ли ахеменидска религија може потпасти под зороастризам са једне стране стоје они који су, са модерним Иранцима, истом националном славом објединили пророка древне Персије и славне владаре. Насупрот њима стоје стручњаци који се ограничавају само на авестијске текстове где нема ни речи о Ахеменидима, и у натписе које су ови оставили у којима нема никаквог помињања Заратустре. Одсуство пророковог имена је општеприхваћени аргумент против зороастризма Ахеменида мада по некима он уопште не доказује да су елементи његовог учења били сасвим непознати владарима, јер је синкретизам царства и Мага уопште онемогућавао да се у бога уздигне један пророк, макар и тако сјајан као Заратустра, а сем тога није свима онима који су стекли елементе заратустријанског учења нужно да помињу и његово име. Ако се има на уму да Заратустра никад није тежио да присвоји себи право на лични култ, пошто је цела његова етика за циљ имала морализовање обичаја и одуховљење религијских пракси, ово постаје још један аргумент у прилог тезе о ахеменидском зороастризму.
Поврх тога, на њега се примењује исти критички метод, као што је онај који се употребљава за народе богате књижевности, док су се Персијанци тог доба углавном ослањали на усмена предања. Иако је Персија врло рано упознала асирско писмо и иако су се у библиотекама у Сузи, Екбатани и Персепољу чували стари рукописи и архиви ахеменидских министарстава, у Александровом освајању су они растурени или уништени, па није ни чудо што ова дилема не може бити до краја разрешена.

## Владари Ахемединске династије
- Ахемен
- Теисп
- Кир I
- Аријарамн
- Камбиз I
- Арсам

Од Кира великог надаље сви су цареви Персијског царства
- Кир Велики, владао од 550. -530. п. н. е.
- Камбиз II, 529. -522. п. н. е.
- Смердис, наводни син Кира великог (узурпатор), владао 522. п. н. е.
- Дарије Велики, владао 521. п. н. е.-486. п. н. е.
- Ксеркс I, владао 485.– 465. п. н. е.
- АртаксерксI, 465. -424. п. н. е.
- Ксеркс II, владао 424. п. н. е.
- Согдијан ,424.-423. п. н. е.
- Дарије II, 423.-405. п. н. е.
- Артаксеркс II, 404.-359. п. н. е.
- Артаксеркс III, 358.-338. п. н. е.
- Артаксеркс IV, 338.-336. п. н. е.
- Дарије III ,336.-330. п. н. е.

Александар Македонски осваја Персијско царство и то представља крај династије